# Tom Sizemore
Thomas Edward "Tom" Sizemore, Jr., född 29 november 1961 i Detroit, Michigan, död 3 mars 2023 i Burbank, Kalifornien, var en amerikansk skådespelare. 
Sizemore fick sin första stora roll i Oliver Stones Född den fjärde juli. Andra stora roller följde under det tidiga 1990-talet, som Harley Davidson and the Marlboro Man, True Romance och Natural Born Killers.
Sizemore har länge kämpat mot sina drogproblem och 2003 dömdes han för misshandel av sin flickvän Heidi Fleiss. Han har efter det dömts till 17 månaders fängelse och fyra månaders drogbehandling.
Tom Sizemore har även givit röst åt Sonny Forelli i TV- och datorspelet Grand Theft Auto: Vice City.

## Filmografi i urval
- 1989 – Lock Up
- 1989 – Född den fjärde juli
- 1991 – Point Break
- 1991 – Harley Davidson and the Marlboro Man
- 1992 – Passagerare 57
- 1993 – Se upp!
- 1993 – Heart and Souls
- 1993 – True Romance
- 1993 – Striking Distance
- 1994 – Wyatt Earp
- 1994 – Natural Born Killers
- 1995 – Strange Days
- 1995 – Djävul i en blå klänning
- 1995 – Heat
- 1997 – The Relic
- 1998 – Rädda menige Ryan
- 1999 – Play It to the Bone
- 2000 – Red Planet
- 2001 – Pearl Harbor
- 2001 – Ticker
- 2001 – Black Hawk Down
- 2002 – Grand Theft Auto: Vice City (röst i dataspel)
- 2002 – Justice League (TV-serie) (gäströst)
- 2003 – Drömfångare
- 2004 – Paparazzi
- 2011–2012 – Hawaii Five-0 (TV-serie)
- 2017 – Twin Peaks (TV-serie)